# Franc de pied
Franc de pied is een wijnterm die wijn van ongeënte wijnstokken in Europa aanduidt. In Europa zijn vrijwel alle wijnstokken geënt op Amerikaanse stammen, omdat de oorspronkelijke, Europese stammen gevoelig zijn voor de phylloxera (druifluis). Wijn van ongeënte wijnstokken is daarom zeldzaam. Een voorbeeld is de champagne "Vieilles Vignes Françaises" van Bollinger, die wordt gemaakt van ongeënte pinot noir.
Omdat veelal wordt aangenomen dat de kwaliteit van wijn van ongeënte wijnstokken beter is dan van geënte wijnstokken, wordt regelmatig geëxperimenteerd door in een wijngaard ongeënte wijnstokken te planten. Vaak zijn deze experimenten van korte duur, omdat de phylloxera dan weer toeslaat en de stokken vernietigt. In principe geeft alleen losse zandgrond de phylloxera geen kans. Dit beestje graaft namelijk in de grond kleine kanaaltjes om naar de wortels van de wijnstok te komen. Losse zandgrond stort in als de druifluis kanaaltjes graaft en dit ongedierte kan daarin dus niet overleven. Alleen onder die omstandigheden overleven de oorspronkelijke onderstokken.